# Чёрная, Ирина Петровна
Ирина Петровна Чёрная (17 июня 1966, Владивосток) — профессор, доктор экономических наук, проректор по стратегическому развитию и академической политике Тихоокеанского государственного медицинского университета, Почетный работник высшего профессионального образования Российской Федерации (2011).

## Биография
Ирина Чёрная родилась 17 июня 1966 года во Владивостоке.
Научную и педагогическую деятельность начала в 1988 году в Дальневосточном государственном университете в качестве преподавателя истории и обществоведения.
В 1996 году защитила кандидатскую диссертацию в области экономики. В 2001 году стала доцентом кафедры инновационного менеджмента в Высшей школе менеджмента ВГУЭС.
1988 - 2001  ассистент, старший преподаватель Дальневосточного государственного университета.
В 2008 году получила степень доктора экономических наук, защитив диссертацию на тему «Конкурентный потенциал в системе управления устойчивым развитием приграничного региона».
В 2010 году Ирине Чёрной было присвоено звание профессора по кафедре инновационного менеджмента Высшей школы менеджмента ВГУЭС.
2001 - 2014  доцент, заместитель проректора, проректор по учебно-воспитательной работе ФГБОУ ВО «Владивостокский государственный университет экономики и сервиса» (ВГУЭС).
2014 - Проректор по стратегическому развитию и академической политике Тихоокеанского государственного медицинского университета.

## Научно-исследовательская работа
- 2005 — проект ИНО-ЦЕНТРа «Содействие интеграции российских вузов в европейское образовательное пространство (Болонский процесс)» (г. Москва)
- 2006 — проекты НФПК «Мониторинг участия российских вузов в Болонском процессе» и «Сетевое взаимодействие российских вузов-участников Болонского процесса»
- 2006—2007 — грант Минобрнауки Российской Федерации «Разработка научных принципов и форм текущего и итогового контроля за формированием профессиональных компетенций студентов, усвоением ими отдельных дисциплин и модулей образовательно-профессиональной программы»
- 2008—2010 — Государственный контракт «Апробация и реализация разработанных модульных программ повышения квалификации кадров управления образованием в регионах и среднего звена управленческих кадров вузов, расположенных в Дальневосточном округе».

## Профессиональный опыт
В 2005 году участвовала в семинаре экспертов «Сетевое взаимодействие российских вузов — участников Болонского процесса» (г. Санкт-Петербург)
В 2006 году приняла участие в экспертном семинаре «Приграничное сотрудничество России и Китая: взгляд в будущее» (Владивосток — Суйфэньхе). В этом же году, проходит подготовку по программе «Болонский процесс: основы признания российских и иностранных документов об образовании», а также повышение квалификации по программе подготовки экспертов, привлекаемых к процедурам лицензирования, аттестации и государственной аккредитации ОУ ВПО.
В 2007 году принимает участие в международном экспертном форуме стратегий регионального развития «ПРИОРИТЕТЫ ПРИМОРЬЯ: ИНТЕГРАЦИЯ И КОНКУРЕНТОСПОСОБНОСТЬ» (Владивосток).
В 2007—2008 годах принимала участие в проекте по повышению опыта фонда «Новая Евразия» «Подготовка менеджеров по развитию российских университетов».

## Учебно-методическая работа и публикации
Издала свыше 60 учебно-методических работ, включая 12 учебных пособий. Из них 4 имеют грифы ДВ РУМЦ и 2 — грифы УМО.
- Чёрная И. П. Муниципальное хозяйство. Учебн. пособие. Гриф УМО РФ в области менеджмента. — Ростов: изд-во Феникс, ИКЦ МарТ, 2010.- 264 с. — ISBN 978-5-222-16278-1
- Чёрная И. П. Геоэкономика. Учебн. пособие. Гриф УМО в области мировой экономики. — М.: Изд-во «Дашков и К», 2012. — 248 с. — ISBN 978-5-394-01420-8
- Чёрная И. П. Территориальный маркетинг: [Электронный ресурс]: учеб. пособия для студентов специальности 061000 "Гос. и муницип. упр." : электрон. аналог печат. изд. / И. П. Черная. - Владивосток: Изд-во ВГУЭС, 2005. - 1 электрон. опт. диск (CD-R); 12 см.; ISBN 5-9736-0009-2

Имеет свыше 140 научных работ, включая монографии:
- Чёрная И. П. Дальний Восток России и Китай в системе приграничного сотрудничества: особенности, проблемы и инструменты развития// Российский Дальний Восток в Азиатско-Тихоокеанском регионе на рубеже веков. Политика, экономика, безопасность. Владивосток: ВГУЭС, 2005.
- Чёрная И. П. Проблемы управления развитием приграничного региона в условиях глобализации. Владивосток: ВГУЭС, 2006.
- Чёрная И. П. Управление устойчивым развитием приграничного региона на основе конкурентного потенциала // Федеральное агентство по образованию, Байкальский гос. ун-т экономики и права. - Иркутск: Изд-во БГУЭП, 2007. - 214 с. - ISBN 978-5-7253-1506-6 . URL: http://www.fin-econ.ru/works/kpr.rar (недоступная+ссылка)
- Формирование денежного потенциала региона . ХГАЭП, 2008. колл. монография https://web.archive.org/web/20160304200342/http://www.fin-econ.ru/works/dpr.rar
- На пути к социально ответственному университету (колл. монография). Владивосток, 2009. 24/ 1,2
- Университет в современном обществе: стратегия инновационного развития (колл. монография) Владивосток: Изд-во ВГУЭС, 2011. 23,0/ 1

Статьи в журналах по списку, рекомендованному ВАК РФ:
- Чёрная И. П. Дальневосточная модель приграничного сотрудничества: источник роста или тупик развития? // ЭКО: экономика и организация производства. 2006. № 5. 0,8 п.л. URL: http://ecotrends.ru/images/Journals/2000-2009/2006/N05/3_Articles/068Chernaya2006_05.pdf (недоступная+ссылка)
- Чёрная И. П. Конкурентная стратегия приграничного региона// Практический маркетинг. 2006. № 2. 0,7 п. л.
- Чёрная И. П. Приграничное сотрудничество России и Китая на Дальнем Востоке // Вопросы экономики. 2006. № 5. 0,5 п.л.
- Чёрная И. П. Региональная политика устойчивого развития: проблемы и особенности формирования и реализации в РФ// Менеджмент в России и за рубежом. 2006. № 2. 1 п.л.
- Чёрная И. П. Экспортные образовательные программы дальневосточных вузов (опыт и перспектива развития)// Интеграция в образовании. 2006. № 2. 0,5 п.л. (в соавторстве, авторских — 0,3 п.л.)
- Чёрная И. П. Проблемы анализа конкурентоспособности и конкурентного потенциала приграничного региона// Экономические науки. 2006. № 12. 0,5 п.л. URL: http://ecsn.ru/download/journal/200612
- Чёрная И. П. Институциональные аспекты теории глокализации / И. П. Чёрная // Вестник ИНЖЭКОНА. 2007. № 3. 0,5 п.л.
- Чёрная И. П. Приграничное сотрудничество как конкурентный ресурс регионов ДВО / И. П. Чёрная // Региональная экономика: теория и практика. 2007. № 7. 0,5 п.л.
- Чёрная И. П. Формирование инновационных механизмов управления развитием — условие повышения конкурентоспособности приграничных регионов// Инновации. 2007.№ 4. 0,5 п.л.
- Чёрная И. П. Приграничный регион в условиях глокализации: теоретико-концептуальные подходы (статья) // Пространственная экономика. 2005. № 2. http://spatial-economics.com/images/spatial-econimics/2_2005/chernaya2_2005.pdf (недоступная+ссылка)  (в соавторстве, авторских 1/0,5.).
- Формирование и оценка профессиональных компетенций менеджеров в учебном процессе. //Высшее образование в России. 2007. № 9. (в соавторстве, авторских — 0,5/0,25). URL: http://www.vovr.ru/upload/9-07.pdf Архивная копия от 23 марта 2013 на Wayback Machine
- Чёрная И. П. Проблемы оценки и использования конкурентного потенциала приграничного региона в региональной политике устойчивого развития// Менеджмент в России и за рубежом. 2009. № 1.1,0.
- Чёрная И. П. Разработка антикризисной программы социально ответственного вуза (на примере Владивостокского государственного университета экономики и сервиса)// Университетское управление: теория и практика. 2009. № 2. (в соавторстве, авторских — 0,5/0,25)
- Чёрная И. П. Капитализация в системе целей инновационного развития региона //Инновации.2009.№ 6. (в соавторстве, авторских — 1/0,5).
- Чёрная И. П. Новая парадигма конкуренции регионов// Современная конкуренция. 2009. № 3. (в соавторстве, авторских — 0,5/0,25). URL: https://web.archive.org/web/20160304201407/http://www.fin-econ.ru/works/kr.rar.
- Чёрная И. П. Роль вуза в создании сервисной инфраструктуры венчурной индустрии в регионе//Инновации. 2010.№ 3. (в соавторстве, авторских — 1/0,5).
- Чёрная И. П. Социальное измерение инновационного образования// Университетское управление: теория и практика. 2010. № 3. (в соавторстве, авторских — 1/0,5).
- Чёрная И. П. Развитие культуры предпринимательства: фракталы как модель и источник предпринимательского потенциала// Креативная экономика, 2011.№ 8. 0,5 (в соавторстве, авторских — 0,5/0,25).
- Чёрная И. П. Метаморфозы идей социальной ответственности российских вузов в современных условиях // Сибирская финансовая школа. 2011. № 6. (в соавторстве, авторских — 0,5/0,25).
- Чёрная И. П. Социальные императивы маркетинга инноваций региона //Теория и практика общественного развития. 2012. № 3, URL: https://web.archive.org/web/20140114103915/http://www.teoria-practica.ru/-3-2012/economics/chernaya.pdf 0,5
- Чёрная И. П. Маркетинг инноваций в системе стратегического управления регионом в условиях постглобализма// European Social Science Journal. 2012. № 3. 0,5
- Чёрная И. П. Банковские услуги как фактор повышения качества жизни населения //Аудит и финансовый анализ 2012. № 2 URL: https://web.archive.org/web/20140113221310/http://www.fin-econ.ru/works/ry_kz.rar (в соавторстве, авторских — 0,5/0,25).
- Чёрная И. П. Управление кадровым потенциалом предпринимательского университета: новые компетенции ППС//Университетское управление: теория и практика. 2012. № 4 (в соавторстве, авторских — 1/0,5).
- Чёрная И. П. Создание учебной бизнес-среды как инновационной модели практико-лориентированного обучения в предпринимательском вузе // Современные проблемы науки и образования. — 2012. — № 6; URL: http://www.science-education.ru/106-7647 Архивная копия от 7 апреля 2013 на Wayback Machine (в соавторстве 0,4 , авторских 1,33)

Базы цитирования Scopus и ISI Web of Knowledge
- Chernaya I. P. Fractal Organization as Innovative Model for Entrepreneurial University Development// World Applied Sciences Journal (Special Issue of Economics): 2012, № 18, Р. 74-82, http://www.idosi.org/wasj/wasj18(Economics)12/12.pdf Архивная копия от 13 января 2014 на Wayback Machine  (соавт. Bodunkova A.G.)

## Награды и премии
- 2011 — Почетный работник высшего профессионального образования Российской Федерации
- 2010 — Почетная грамота Администрации г. Владивосток
- 2008 — Благодарность (За активное участие в работе семинара-совещания «Гарантии качества высшего образования: проблемы и решения»)